# Dressage individuel aux Jeux olympiques d'été de 2024
Cet article traite de l'épreuve individuelle. Pour la compétition par équipes, voir Dressage par équipes aux Jeux olympiques d'été de 2024.
Navigation
Tokyo 2020 Los Angeles 2028
L'épreuve du dressage individuel aux Jeux olympiques d'été de 2024 de Paris a lieu du 30 juillet au 4 août 2024 au château de Versailles.

## Médaillés
| Or                                               | Argent                       | Bronze                             |
| Jessica von Bredow-Werndl (GER) et TSF Dalera BB | Isabell Werth (GER) et Wendy | Charlotte Fry (GBR) et Glamourdale |

## Site des compétitions

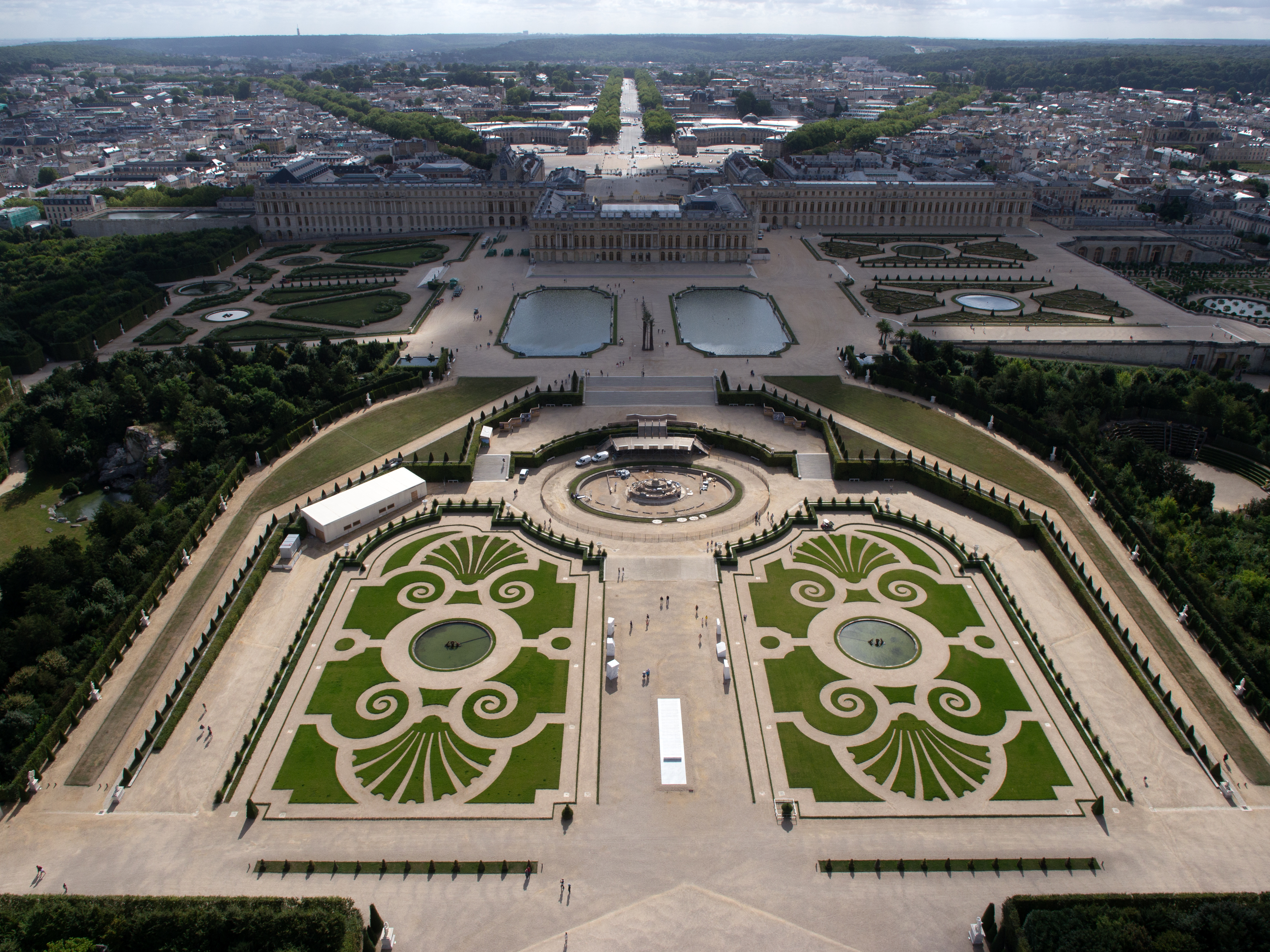
Vue aérienne du château de Versailles.

Les épreuves d'équitation ont lieu au château de Versailles : une carrière avec des tribunes d'une capacité de 15 000 places sera installée à l'ouest du Grand Canal.

## Format de la compétition
Les 60 cavaliers et chevaux participent au Grand Prix. Ils sont divisés en 6 groupes de 10 ; 3 groupes dont disputés le 1er jour et les 3 autres le 2e. Les 2 meilleurs couples chevaux-cavaliers de chaque groupe se qualifient pour le Grand Prix Freestyle ainsi que les 6 meilleurs suivants au classement général.
Le Grand Prix est également la manche qualificative pour l'épreuve par équipes.

## Programme
| Date                | Horaire | Manche               |
| ------------------- | ------- | -------------------- |
| Mardi 30 juillet    | 11 h 00 | Grand Prix 1er jour  |
| Mercredi 31 juillet | 10 h 00 | Grand Prix 2e jour   |
| Dimanche 4 août     | 10 h 00 | Grand Prix Freestyle |

## Résultats détaillés
Les 2 meilleurs couples cheval-cavaliers de chaque groupe (Q) et les 6 meilleurs suivants au classement général (q) se qualifient pour le Grand Prix Freestyle qui est la finale de l'épreuve.
| Rang | Groupe | Cavalier                  | Cheval                    | Pays                   | Score  | Note |
| ---- | ------ | ------------------------- | ------------------------- | ---------------------- | ------ | ---- |
| 1    | F      | Jessica von Bredow-Werndl | TSF Dalera BB             | Allemagne              | 82.065 | Q    |
| 2    | D      | Cathrine Laudrup-Dufour   | Freestyle                 | Danemark               | 80.792 | Q    |
| 3    | D      | Isabell Werth             | Wendy                     | Allemagne              | 79.363 | Q    |
| 4    | D      | Charlotte Fry             | Glamourdale               | Grande-Bretagne        | 78.913 | q    |
| 5    | A      | Nanna Skodborg Merrald    | Zepter                    | Danemark               | 78.028 | Q    |
| 6    | A      | Dinja van Liere           | Hermès                    | Pays-Bas               | 77.764 | Q    |
| 7    | A      | Carl Hester               | Fame                      | Grande-Bretagne        | 77.345 | q    |
| 8    | B      | Daniel Bachmann Andersen  | Vayron                    | Danemark               | 76.910 | Q    |
| 9    | D      | Isabel Freese             | Total Hope Old            | Norvège                | 76.397 | q    |
| 10   | B      | Frederic Wandres          | Bluetooth Old             | Allemagne              | 76.118 | Q    |
| 11   | C      | Becky Moody               | Jagerbomb                 | Grande-Bretagne        | 74.938 | Q    |
| 12   | E      | Emmelie Scholtens         | Indian Rock               | Pays-Bas               | 74.581 | Q    |
| 13   | C      | Patrik Kittel             | Touchdown                 | Suède                  | 74.317 | Q    |
| 14   | E      | Victoria Max-Theurer      | Abegglen FH NRW           | Autriche               | 74.301 | Q    |
| 15   | E      | Therese Nilshagen         | Dante Weltino Old         | Suède                  | 73.991 | q    |
| 16   | F      | Pauline Basquin           | Sertorius de Rima Z       | France                 | 73.711 | Q    |
| 17   | B      | Emma Kanerva              | Greek Air                 | Finlande               | 73.680 | q    |
| 18   | E      | Sandra Sysojeva           | Maxima Bella              | Pologne                | 73.416 | q    |
| 19   | B      | Flore de Winne            | Flynn FRH                 | Belgique               | 73.028 |      |
| 20   | C      | Adrienne Lyle             | Helix                     | États-Unis             | 72.593 |      |
| 21   | F      | Hans Peter Minderhoud     | Toto Jr.                  | Pays-Bas               | 72.578 |      |
| 22   | D      | Domien Michiels           | Flambeau                  | Belgique               | 72.531 |      |
| 23   | C      | Larissa Pauluis           | Intermezzo VH Meerdaalhof | Belgique               | 72.127 |      |
| 24   | F      | Nicolas Wagner Ehlinger   | Quater Beck Junior FRH    | Luxembourg             | 71.988 |      |
| 25   | B      | Juliette Ramel            | Buriel K.H.               | Suède                  | 71.553 |      |
| 26   | D      | Florian Bacher            | Fidertraum Old            | Autriche               | 71.009 |      |
| 27   | E      | Julio Mendoza Loor        | Jewel's Goldstrike        | Équateur               | 70.839 |      |
| 28   | F      | Borja Carrascosa          | Frizzantino FRH           | Espagne                | 70.823 |      |
| 29   | A      | Corentin Pottier          | Gotilas du Feuillard      | France                 | 70.683 |      |
| 30   | D      | Henri Ruoste              | Tiffanys Diamond          | Finlande               | 70.621 |      |
| 31   | E      | Alexandre Ayache          | Jolene                    | France                 | 70.279 |      |
| 32   | F      | Simone Pearce             | Destano                   | Australie              | 70.171 |      |
| 33   | A      | Joao Victor Marcari Oliva | Feel Good VO              | Brésil                 | 70.093 |      |
| 34   | C      | Young Shik Hwang          | Delmonte 7                | Corée du Sud           | 70.000 |      |
| 35   | E      | William Matthew           | Mysterious Star           | Australie              | 69.953 |      |
| 36   | C      | Claudio Castilla Ruiz     | Hi-Rico do Sobral         | Espagne                | 69.829 |      |
| 37   | B      | Abigail Lyle              | Giraldo                   | Irlande                | 69.441 |      |
| 38   | A      | Justina Vanagaite         | Nabab                     | Lituanie               | 69.208 |      |
| 39   | A      | Jayden Brown              | Quincy B                  | Australie              | 68.991 |      |
| 40   | F      | Melissa Galloway          | Windermere J'Obei W       | Nouvelle-Zélande       | 68.913 |      |
| 41   | A      | Naima Moreira Laliberte   | Statesman                 | Canada                 | 68.711 |      |
| 42   | D      | Yessin Rahmouni           | All At Once               | Maroc                  | 68.696 |      |
| 43   | F      | Camille Carier Bergeron   | Finnlanderin              | Canada                 | 68.338 |      |
| 44   | E      | Rita Ralao Duarte         | Irao                      | Portugal               | 68.261 |      |
| 45   | A      | Stefan Lehfellner         | Roberto Carlos MT         | Autriche               | 68.183 |      |
| 46   | B      | Patricia Ferrando         | Honnaisseur SJ            | Venezuela              | 67.143 |      |
| 47   | B      | Antonio Vale              | Fine Fellow - H           | Portugal               | 66.910 |      |
| 48   | B      | Katarzyna Milczarek       | Guapo                     | Pologne                | 66.910 |      |
| 49   | C      | Chris von Martels         | Eclips                    | Canada                 | 66.863 |      |
| 50   | C      | Maria Caetano             | Hit Plus                  | Portugal               | 66.630 |      |
| 51   | F      | Steffen Peters            | Suppenkasper              | États-Unis             | 66.491 |      |
| 52   | D      | Anush Agarwalla           | Sir Caramello Old         | Inde                   | 66.444 |      |
| 53   | C      | Alisa Glinka              | Abercrombie               | Moldavie               | 66.056 |      |
| 54   | E      | Joanna Robinson           | Glamouraline              | Finlande               | 65.637 |      |
| 55   | C      | Andrina Suter             | Fibonacci                 | Suisse                 | 65.590 |      |
| 56   | A      | Caroline Chew             | Zatchmo                   | Singapour              | 63.351 |      |
| 57   | E      | Yvonne Losos de Muñiz     | Aquamarijn                | République dominicaine | 61.211 |      |
| 58   | F      | Aleksandra Szulc          | Breakdance                | Pologne                | 60.078 |      |
| 59   | D      | Juan Antonio Jiménez Cobo | Euclides Mor              | Espagne                | 60.031 |      |
| 60   | B      | Marcus Orlob              | Jane                      | États-Unis             | EL.    |      |

| Rang                                | Cavalier                  | Cheval              | Pays            | Score  |
| ----------------------------------- | ------------------------- | ------------------- | --------------- | ------ |
| Médaille d'or, Jeux olympiques      | Jessica von Bredow-Werndl | TSF Dalera BB       | Allemagne       | 90.093 |
| Médaille d'argent, Jeux olympiques  | Isabell Werth             | Wendy               | Allemagne       | 89.614 |
| Médaille de bronze, Jeux olympiques | Charlotte Fry             | Glamourdale         | Grande-Bretagne | 88.971 |
| 4                                   | Dinja van Liere           | Hermès              | Pays-Bas        | 88.432 |
| 5                                   | Cathrine Laudrup-Dufour   | Freestyle           | Danemark        | 88.093 |
| 6                                   | Carl Hester               | Fame                | Grande-Bretagne | 85.161 |
| 7                                   | Daniel Bachmann Andersen  | Vayron              | Danemark        | 84.850 |
| 8                                   | Becky Moody               | Jagerbomb           | Grande-Bretagne | 84.357 |
| 9                                   | Nanna Skodborg Merrald    | Zepter              | Danemark        | 83.293 |
| 10                                  | Isabel Freese             | Total Hope Old      | Norvège         | 83.050 |
| 11                                  | Emmelie Scholtens         | Indian Rock         | Pays-Bas        | 81.750 |
| 12                                  | Emma Kanerva              | Greek Air           | Finlande        | 81.607 |
| 13                                  | Frederic Wandres          | Bluetooth Old       | Allemagne       | 81.350 |
| 14                                  | Patrik Kittel             | Touchdown           | Suède           | 80.854 |
| 15                                  | Sandra Sysojeva           | Maxima Bella        | Pologne         | 80.075 |
| 16                                  | Pauline Basquin           | Sertorius de Rima Z | France          | 79.118 |
| 17                                  | Victoria Max-Theurer      | Abegglen FH NRW     | Autriche        | 75.375 |
| 18                                  | Therese Nilshagen         | Dante Weltino Old   | Suède           | 74.714 |